# 1351 Uzbekistania
Az 1351 Uzbekistania (ideiglenes jelöléssel 1934 TF) a Naprendszer kisbolygóövében található aszteroida. Grigorij Neujmin fedezte fel 1934. október 5-én.